# Stravinsky (cratère)
Stravinsky est un cratère d'impact présent sur la surface de Mercure. 
Le cratère fut ainsi nommé par l'Union astronomique internationale en 1979 en hommage au compositeur russe Igor Stravinsky. 
Son diamètre est de 129,07 km. Il se situe dans le quadrangle de Victoria (quadrangle H-2) de Mercure.